# Platořská lípa
Platořská lípa je památný strom v malé vsi Platoř u Sušice. Lípa velkolistá (Tilia platyphyllos) roste vedle kapličky na návsi v centru vesnice v nadmořské výšce 655 metrů. Je stará přibližně 300–400 let, je v dobrém stavu, ale pro jeho zachování je doporučen řez s pětiletým cyklem. Měřený obvod kmene je 463 cm a koruna dosahuje výšky 22 m (měření 2012). Strom je chráněn od roku 1994 z rozhodnutí Městského úřadu Sušice pro svůj vzrůst, věk a jako krajinná dominanta.
V roce 2006 byla lípa nominována do celostátní ankety Strom roku, postoupila do finále a nakonec se umístila na druhém místě.

## Galerie

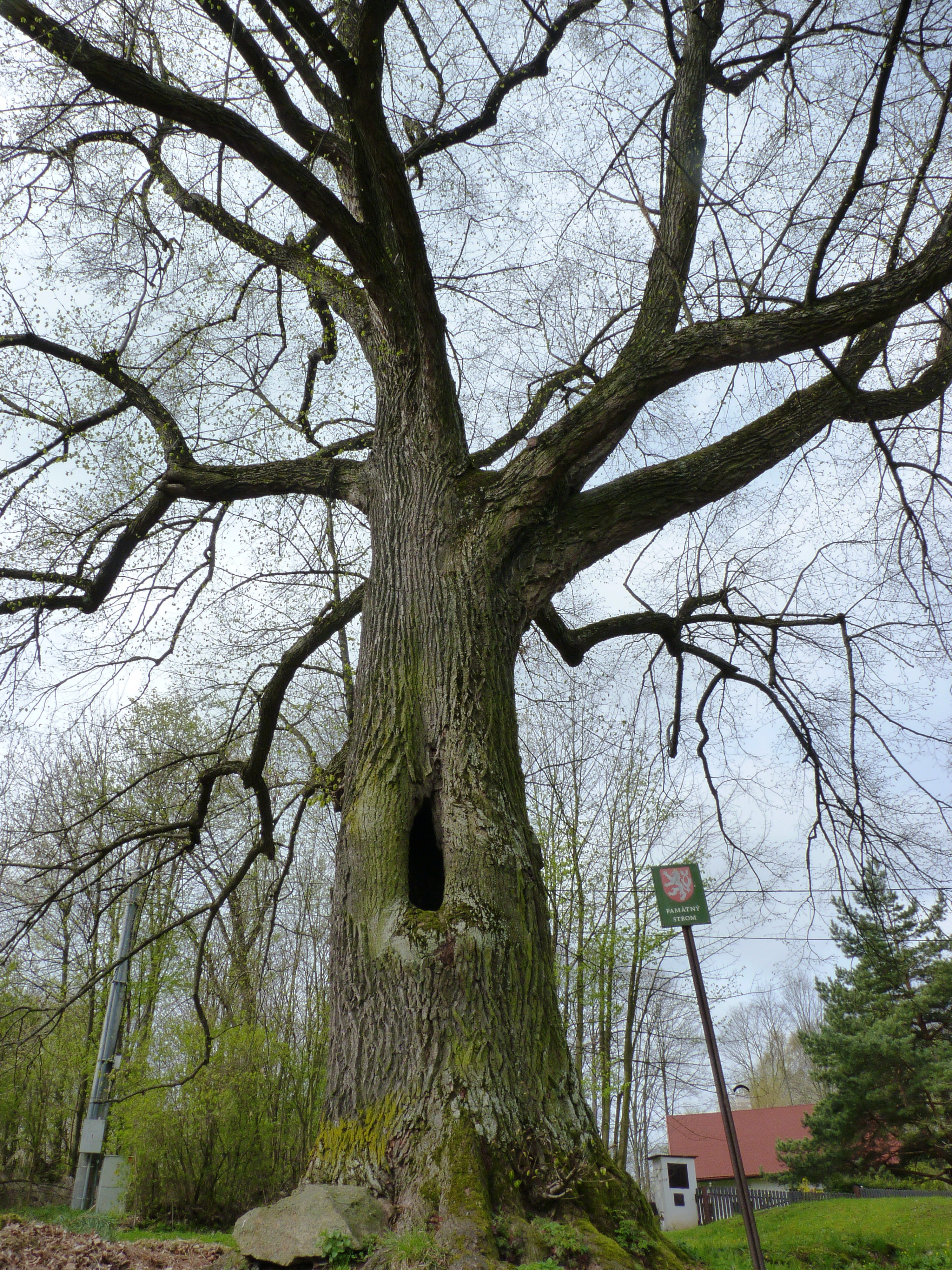
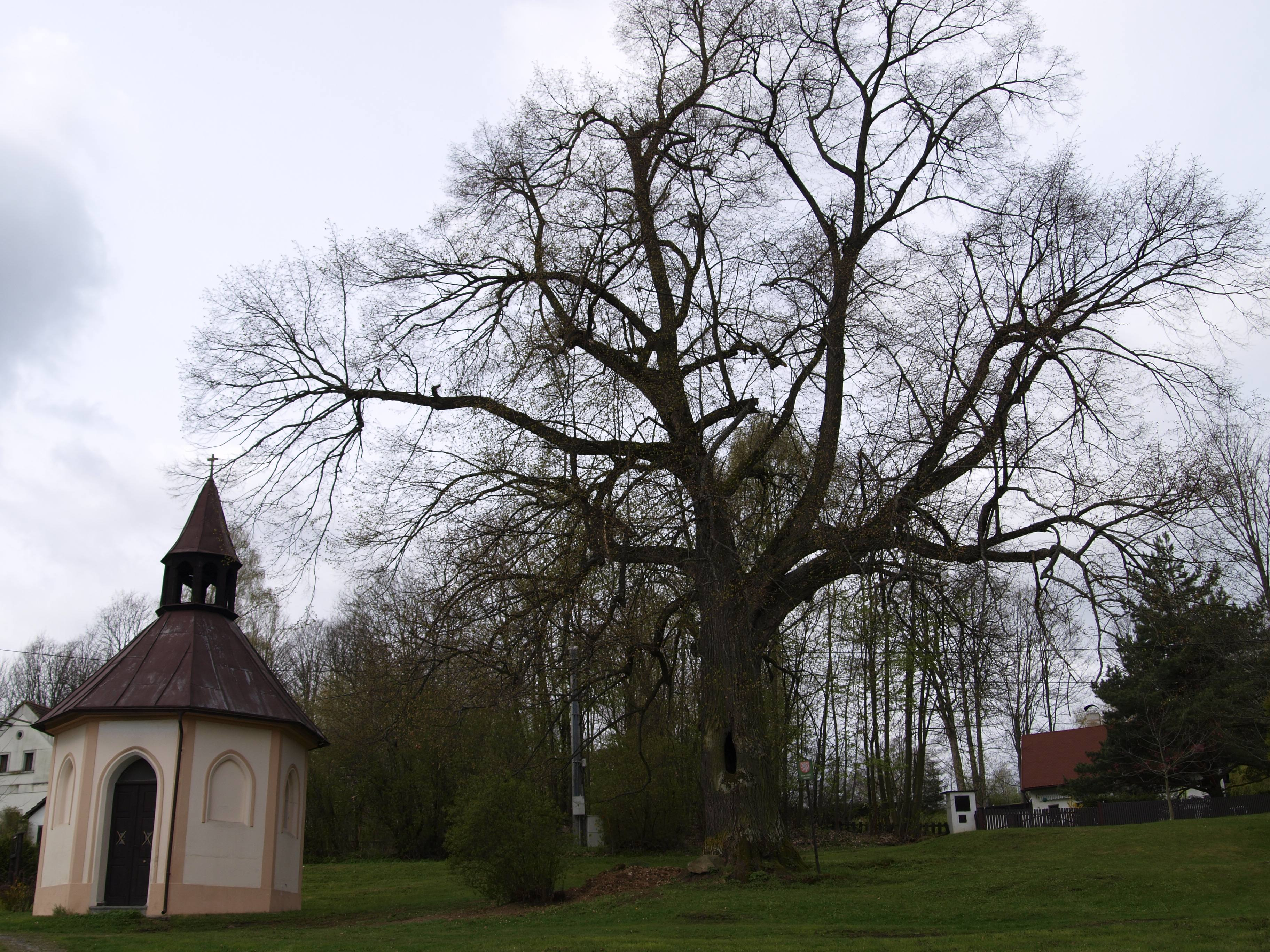
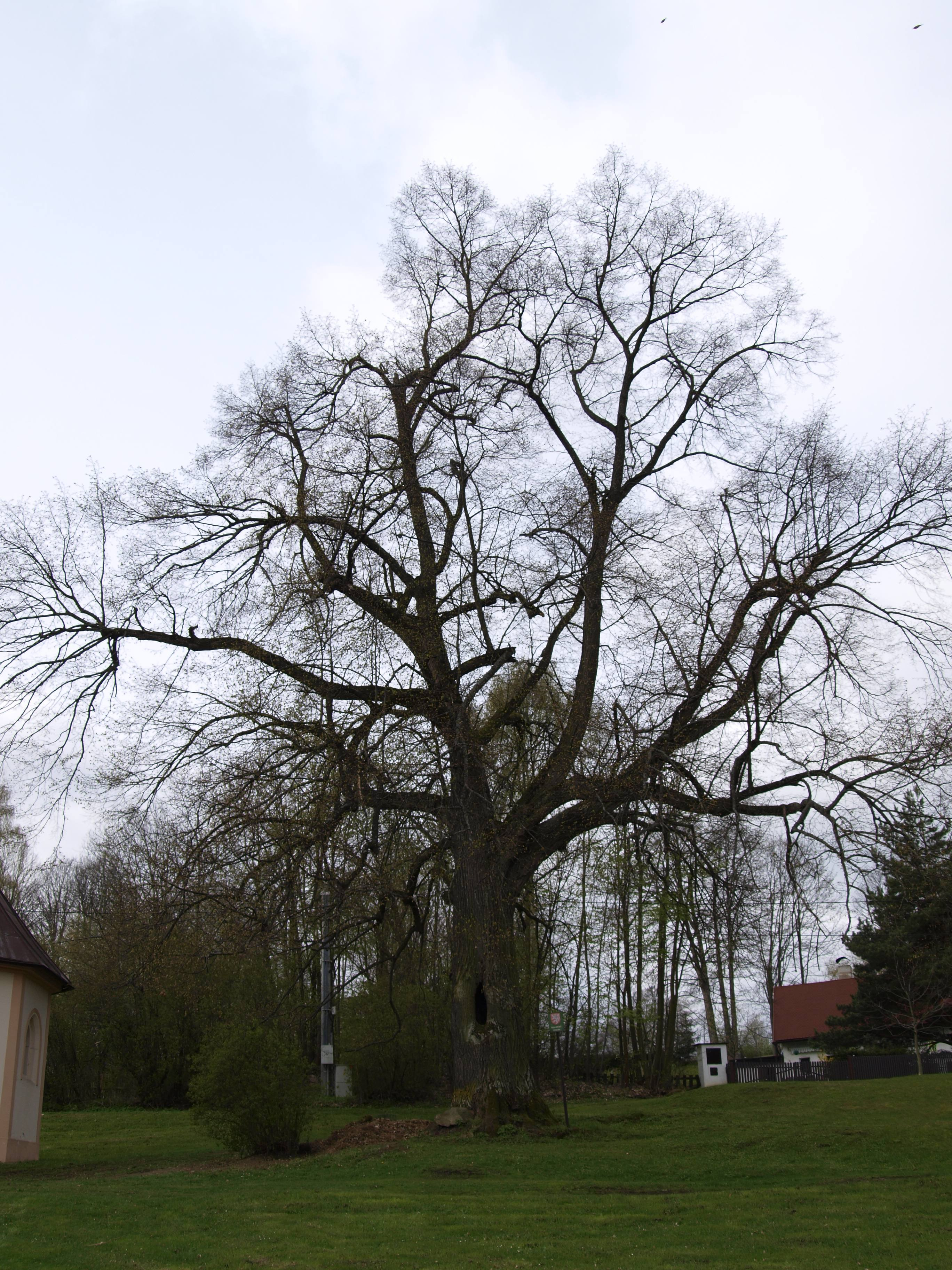
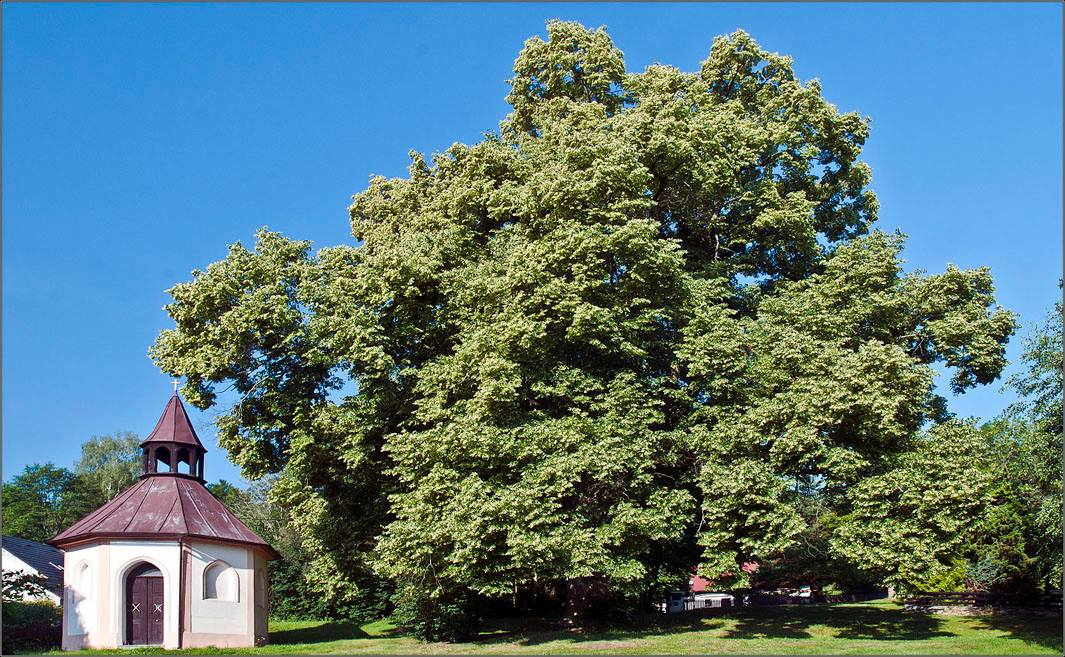

## Památné stromy v okolí
- Platořský buk
- Skupina stromů u kostela